# Stenjevec
Stenjevec är en stadsdel i Zagreb i Kroatien. Stadsdelen har 51 849 invånare (2011) och med en yta på 12,18 km2 hör den till en av de mindre stadsdelarna i staden. 

## Geografi
Stenjevec ligger i västra Zagreb, norr om floden Sava och söder om järnvägsspåret Zagreb-Ljubljana. Stadsdelen gränsar till Podsused-Vrapče i norr, Črnomerec i nordöst, Trešnjevka-sjever och Trešnjevka-jug i öster samt Novi Zagreb-zapad i söder. Stenjevec ligger på platt terräng och omkring 2/3 av stadsdelen är urbaniserad. I den östra delen dominerar bostadshus medan den norra delen karaktäriseras av näringslivsverksamhet. Den södra delen är till stora delar obebodd och domineras av jordbruksmark och delvis skogstäckta områden.

## Historia
Arkeologiska fyndigheter tyder på att området som idag utgör stadsdelen Stenjevec var befolkat i förhistorisk tid och föremål från romartiden har påträffats. Först under 1800-talets andra hälft urbaniserades området. 1857 fanns det två samhällen, Stenjevec (84 invånare) och Špansko (111 invånare), på området som idag utgör stadsdelen.

## Lista över lokalnämnder
I Stenjevec finns 6 lokalnämnder (mjesni odbori) som var och en styr över ett mindre område;
- Malešnica
- Matija Gubec
- Stenjevec-jug
- Špansko-jug
- Špansko-sjever
- Vrapče-jug

### Fotnoter
1. ↑  ”Census of Population, Households and Dwellings 2011, First Results by Settlements” (på engelska och kroatiska) ( PDF). Kroatiska statistiska centralbyrån. Arkiverad från originalet den 19 augusti 2014. https://web.archive.org/web/20140819030849/http://www.dzs.hr/Hrv_Eng/publication/2011/SI-1441.pdf. Läst 29 mars 2013.
2. ↑  Zagreb.hr – Zagrebs officiella webbplats (kroatiska)
3. ↑  Zagreb.hr – Zagrebs officiella webbplats (kroatiska)